# GJ 3323 b
GJ 3323 b es un planeta extrasolar que orbita dentro de la zona habitable de la estrella enana roja denominada GJ 3323 aproximadamente a 17.5 años luz (53,66 pársecs o 1,66 × 1015 km) de la Tierra, en la constelación de Eridanus. Está dentro de un sistema planetario formado por al menos 2 planetas. Fue descubierto en el año 2017 mediante el telescopio HARPS por medio de la velocidad radial, donde movimientos periódicos de líneas espectrales de Doppler de la estrella anfitriona, GJ 3323, indicaron que un exoplaneta le orbitaba. Este planeta tiene un ESI (Earth Similiarity Index) de 0.89, siendo uno de los más parecidos al de la Tierra, y una excentricidad de 0.23, mucho mayor frente al 0.0167 de la Tierra.

## Características

### Masa, radio, y temperatura
GJ 3323 es un planeta que tiene un tamaño y peso un poco mayor que los de la Tierra, con una masa mínima de 2.0 M⊕ y de un radio estimado de entre 0.8 y 1.6 R⊕. Su temperatura de equilibrio está situada aproximadamente en los 264K ( -9,15 °C, 15,53 °F).

### Estrella anfitriona
El planeta orbita una estrella del tipo (M) enana roja llamada GJ 3323. La estrella tiene una masa de 0,164 M☉ y un radio de 0,12 R☉. Tiene una temperatura superficial de 3159 K y una edad desconocida.
La magnitud aparente de GJ 3323 desde la Tierra es de 12,22: tan débil que resulta invisible incluso usando prismáticos por la noche.

### Órbita
GJ 3323 b orbita su estrella anfitriona cada 5,36 días terrestres en una distancia de aproximadamente 0.03282 AU ( mucho menor a la distancia orbital de Mercurio, la cual es 0.38 AU).

## Habitabilidad
Según lo anunciado, el exoplaneta orbita dentro de la zona de habitabilidad interior de GJ 3323, la región del sistema donde, con las condiciones y propiedades atmosféricas correctas, el agua líquida podría existir en la superficie del planeta. Su estrella anfitriona es una enana roja, con alrededor de un décimo de la masa del Sol. Como resultado, estrellas como GJ 3323 pueden tener la capacidad de existir hasta 3-4 billones de años, 300-400 veces más tiempo de lo que el Sol existirá.
El planeta está probablemente anclado por marea, con un lado de su hemisferio permanentemente mirando hacia la estrella, mientras que el lado opuesto se encuentra en una eterna oscuridad. Aun así, entre estas dos áreas intensas podría existir una pequeña zona de habitabilidad llamada la línea del terminador, donde las temperaturas podrían ser adecuadas (aproximadamente 273 K (0 °C; 32 °F) para que el agua líquida pudiera existir. Además, una porción mayor del planeta podría ser habitable si tuviera una atmósfera lo bastante gruesa para transferir el calor alrededor del planeta.